# Christian Sparrenlöv-Fischer
Christian Sparrenlöv-Fischer (* 17. Mai 1994) ist ein schwedischer Poolbillardspieler. Er wurde 2017 Vizeeuropameister im 10-Ball.

## Karriere

### Einzel
Bei der Junioren-Europameisterschaft 2012 erreichte Christian Sparrenlöv-Fischer in den Disziplinen 10-Ball, 8-Ball und 9-Ball das Achtelfinale. Im Juni 2013 gewann er seine erste Medaille bei der schwedischen Meisterschaft der Herren, als er beim 9-Ball-Wettbewerb im Halbfinale gegen Andreas Gerwen ausschied. Im März 2014 nahm er erstmals an der Herren-Europameisterschaft teil und erreichte dort die Runde der letzten 32 im 14/1 endlos, in der er dem Belgier Moritz Lauwereyns unterlag. Im Juni 2014 wurde er durch einen 125:121-Finalsieg gegen Andreas Gerwen schwedischer Meister im 14/1 endlos. Im Dezember 2014 zog er bei den Treviso Open zum ersten Mal in die Finalrunde eines Euro-Tour-Turniers ein, schied jedoch im Sechzehntelfinale gegen Tony Drago aus. Bei der EM 2015 qualifizierte sich Sparrenlöv-Fischer in allen vier Disziplinen für die Hauptrunde und erreichte erneut die Runde der letzten 32 im 14/1 endlos. Bei den Austrian Open 2015 und den Italian Open 2016 gelangte er ebenfalls ins Sechzehntelfinale. Bei der EM 2016 erreichte er in den Wettbewerben im 14/1 endlos und 8-Ball die Runde der letzten 64. Im Juli 2016 wurde er durch einen 9:6-Finalsieg gegen Tomas Larsson schwedischer Meister im 9-Ball. Im Oktober 2016 erreichte er bei den Dutch Open das Achtelfinale, in dem er mit 8:9 gegen Wojciech Trajdos verlor.
Im März 2017 nahm Sparrenlöv-Fischer zum vierten Mal an der Europameisterschaft teil. Nachdem er im 14/1 endlos in der Runde der letzten 32 ausgeschieden war, zog er beim 10-Ball-Wettbewerb ins Finale ein, in dem er dem Niederländer Marc Bijsterbosch mit 6:10 unterlag. Anschließend erreichte er im 8-Ball und im 9-Ball die Runde der letzten 32.

### Mannschaft
Mit der schwedischen Juniorennationalmannschaft wurde Sparrenlöv-Fischer 2010 nach einer Finalniederlage gegen Deutschland Vizeeuropameister. Mit der Herrennationalmannschaft belegte er bei der EM 2014 den neunten Platz. 2016 gewann er mit dem Team nach einer Halbfinalniederlage gegen den späteren Europameister Deutschland die Bronzemedaille.
2015 bildete er beim World Cup of Pool gemeinsam mit Marcus Chamat das schwedische Team, das in der ersten Runde gegen die Engländer Mark Gray und Daryl Peach ausschied.

## Erfolge
- Schwedischer 14/1-endlos-Meister: 2014
- Schwedischer 8-Ball-Meister: 2016